# Folkhögskolornas serviceorganisation
Folkhögskolornas serviceorganisation (FSO) startade 1 juli 2014 med uppgiften att ge service till folkhögskolorna i form av kommunikation och marknadsföring, utveckling och stöd i internationellt arbete. 

## Verksamhet
Arbetsområden inledningsvis var Folkbildningsnätet och Folkhögskolornas informationstjänst samt FOLAC (Folkbildning – Learning for Active Citizenship). Dessa områden hade tidigare legat under Folkbildningsrådet. Organisationen drivs på uppdrag av Rörelsefolkhögskolornas intresseorganisation (RIO), Offentligägda folkhögskolors intresseorganisation (OFI) samt Folkhögskoleföreningen inom SKL (FHF) och leds av en styrgrupp med representanter från uppdragsorganisationerna.